# Списак председника Сједињених Америчких Држава који су умрли током мандата
| Председници САД који су умрли током мандата | Председници САД који су умрли током мандата | Председници САД који су умрли током мандата |
| ------------------------------------------- | ------------------------------------------- | ------------------------------------------- |
| Вилијам Хенри Харисон 4. април 1841.        | Закари Тејлор 9. јул 1850.                  | Абрахам Линколн 15. април 1865.             |
| Џејмс А. Гарфилд 19. септембар 1881.        |                                             | Вилијам Макинли 14. септембар 1901.         |
| Ворен Хардинг 2. август 1923.               | Френклин Д. Рузвелт 12. април 1945.         | Џон Ф. Кенеди 22. новембар 1963.            |

Након успостављања функције председника САД 1789. године, укупно 45 појединаца је вршило дужност председника Сједињених Америчких Држава. Од овог броја, осам је умрло на дужности: четворица су убијена, а четири су умрла природном смрћу. У сваком од ових случајева, потпредседник је ступио на функцију председника. Ова пракса је сада регулисана Одељком један двадесет петог амандмана на Устав Сједињених Америчких Држава, ратификованог 1967. године, који проглашава да „потпредседник постаје председник“ ако председник буде смењен са функције, умре или поднесе оставку. Првобитно одобрење за ову праксу дато је чланом II, одељак 1, клаузула 6, Устава САД.
Први актуелни председник САД који је умро био је Вилијам Хенри Харисон, 4. априла 1841, само месец дана након дана инаугурације. Умро је од компликације упале плућа, како се тада веровало. Други амерички председник који је умро на функцији, Закари Тејлор, умро је 9. јула 1850. године од акутног гастроентеритиса. Абрахам Линколн је био трећи амерички председник који је умро на функцији и први који је убијен током трајања мандата. Убио га је Џон Вилкс Бут у ноћи 14. априла 1865. и Линколн је умро  следећег јутра. Шеснаест година касније, 2. јула 1881, Џејмса А. Гарфилда је упуцао Чарлс Џулијус Гито; председник Гарфилд је остао у животу још 79 дана и умро је 19. септембра 1881.
Четрнаестог септембра 1901. године, Вилијам Макинли је умро, осам дана након што га је убио Леон Чолгош. Затим је Ворен Г. Хардинг доживео срчани удар и умро је 2. августа 1923. Дванаестог априла 1945. Френклин Д. Рузвелт (који је тада започео свој четврти мандат) је колабирао и умро од последица можданог крварења. Последњи амерички председник који је умро на функцији био је Џон Ф. Кенеди, кога је убио Ли Харви Освалд 22. новембра 1963. у Даласу, Тексас.

## 1841: Вилијам Хенри Харисон
Двадесет и шестог марта 1841. године, Вилијам Хенри Харисон се прехладио након што га је неадекватно обученог ухватила велика киша. Његови симптоми су се прогресивно погоршавали током наредна два дана, када је позван тим лекара. Након што су установили дијагнозу запаљења плућа десног доњег режња, наставили су да постављају загрејане гумене чаше на његов голи торзо и да у више наврату врше пуштања крви, да би наводно извукли болест. Када те процедуре нису довеле до побољшања, лекари су га лечили ипекаком, рицинусовим уљем, каломелом и на крају куваном мешавином сировог петролеја и корена биљке вирџиније. Све ово је само додатно ослабило Харисона.
У почетку није било званичног саопштења о Харисоновој болести, што је, како је све дуже био ван видокруга јавности, подстакло пораст спекулација и забринутост јавности. До краја месеца велики број грађана се окупио испред Беле куће, бдећи у ишчекивању било каквих вести о стању председника. Увече 4. априла 1841. године, девет дана након што се разболео, и тачно месец дана након полагања заклетве, Харисон је умро у 68. години Његове последње речи биле су упућене његовом личном лекару, иако се претпостављало да су упућене потпредседнику Џону Тајлеру:
Господине, желим да разумете истинске принципе владе. Желим да се они спроведу. Не тражим ништа више.
Након смрти председника почела је тридесетодневна жалост. Одржане су разне јавне церемоније по узору на европске краљевске погребне праксе. Сахрана је такође одржана само по позиву, 7. априла у источној соби Беле куће, након чега је ковчег са телом председника донет на Конгресно гробље у Вашингтону, где је смештен у привремени трезор за пријем.
Тог јуна, Харисоново тело је превезено возом и речном баржом у Норт Бенд, Охајо. Затим, 7. јула 1841. године, 9. председник САД је сахрањен у породичној гробници на врху планине Небо, са погледом на реку Охајо – што је проглашено за државни споменик гробнице Вилијама Хенрија Харисона.
Харисонова смрт изазвала је кратку уставну кризу у вези са сукцесијом на председничком месту, пошто је Устав САД био нејасан у погледу тога да ли потпредседник Џон Тајлер треба да преузме функцију председника или само да извршава дужности упражњене функције. Тајлер је затражио уставни мандат за обављање пуних овлашћења и дужности председништва и положио председничку заклетву, постављајући важан преседан за уредан пренос председничке власти када председник напусти функцију током мандата.
Сви осим једног председника који су касније умрли на функцији су, попут Харисона, победили на председничким изборима у години која је завршила на нулу (од 1840. до 1960). Овај образац трагедија постао је познат као Проклетство Тикамсија, вође Шонија против кога се Харисон борио у бици код Типеканоа 1811. године. Такође се понекад назива и легенда о нултом фактору, Роналд Реган је пореметио овај патерн; преживео је покушај убиства 1981. (69 дана након ступања на дужност) и одслужио је два пуна мандата.

## 1850: Закари Тејлор
Познато је да је Закари Тејлор 4. јула 1850. конзумирао велике количине ледене воде, хладног млека, зелених јабука и трешања, након што је присуствовао прославама празника и полагању камена темељца Вашингтонског споменика. Исте вечери се тешко разболео од непознате болести дигестивног тракта. Лекари су користили третмане који су у том историјском периоду били актуелни. Ујутро 9. јула, председник је замолио своју супругу Маргарет да не тугује рекавши:
Увек сам испуњавао своју дужност, спреман сам да умрем. Једина моја жал су пријатељи које остављам за собом.
 
Тејлор је умро касно те вечери, пет дана након што се разболео, у 65. години. Тадашњи извештаји наводе да је узрок смрти „жучна дијареја или жучна колера“. Наследио га је потпредседник Милард Филмор.
Тејлорова сахрана одржана је 13. јула, као и Харисонова девет година раније, одржана је у источној соби Беле куће. После тога, око 100.000 људи се окупило дуж погребне руте  до Конгресног гробља где је његов ковчег био привремено смештен у јавном трезору; тог октобра превезен је у Луисвил, Кентаки. Првог новембра 1850. године, Тејлор је сахрањен у гробљу своје породице на имању Тејлорових које је носило име Спрингфилд и касније је постало Национално гробље Закари Тејлор.
Скоро одмах након његове смрти, почеле су да круже гласине да су га отровали јужњаци који се залажу за ропство, а разне теорије завере су наставиле да круже до краја 20. века. Узрок Тејлорове смрти дефинитивно је утврђен 1991. године, када су његови посмртни остаци ексхумирани и обдукција коју је обавио главни медицински истражитељ Кентакија. Накнадна анализа неутронске активације спроведена у Националној лабораторији Оак Риџ није открила никакве доказе о тровању, јер су нивои арсена били прениски. Анализа је закључила да је Тејлор оболео од колере морбус (акутни гастроентеритис ), пошто је Вашингтон имао отворену канализацију, а његова храна или пиће су можда били заражени.

## 1865: Абрахам Линколн
Убиство Абрахама Линколна догодило се на Велики петак, 14. априла 1865. године, када се грађански рат ближио крају. Умро је следећег јутра у 56. години. Атентат се догодио пет дана након што су се генерал Роберт Ли и војска Северне Вирџиније предали генералу Јулисизу С. Гранту. Линколн је био први амерички председник којег је убио атентатор. (Први амерички председник који се суочио са потенцијалним убицом био је Ендру Џексон 30 година раније, у јануару 1835.)
Убиство председника Линколна планирао је и извео познати позоришни глумац Џон Вилкс Бут, симпатизер Конфедерације; Бут је био изразито негативно одређен према Линколновој политици и снажно се противио укидању ропства у Сједињеним Америчким Државама. Бут и група завереника су првобитно планирали да отму Линколна, али су касније планирали да убију њега, потпредседника Ендруа Џонсона и државног секретара Вилијама Х. Сјуарда у покушају да потпомогун остваривање циљева Конфедерације. Џонсонов потенцијални убица, Џорџ Ацеродт није извршио свој део плана, а Џонсон је наследио Линколна на месту председника, док је Луис Пауел успео само да рани Сјуарда.
Линколн је упуцан у потиљак док је гледао представу Наш амерички рођак са супругом Мери Тод Линколн у Фордовом театру у Вашингтону, у ноћи 14. априла 1865. Војни хирург који се затекао код Форда, доктор Чарлс Лил, оценио је да је Линколн задобио смртну рану. Онесвешћеног председника су затим пренели преко улице из позоришта у кућу Петерсен, где је остао у коми осам сати пре него што је умро следећег јутра.
У року од две недеље од потраге за Линколновим убицама, 26. априла 1865, Бут и Дејвид Херолд су ухваћени у просторији за сушење дувана у Порт Конвеју у Вирџинији. Херолд се предао а Бута је убио каплар Бостон Корбет.
Након смрти председника током три недеље су организовани различити догађаји који чувају и обележавају сећање на живот и рад Линколна. Лежао је у источној соби Беле куће, која је била отворена за јавност 18. априла. Следећег дана одржана је сахрана, а затим је ковчег у поворци пренет Пенсилванија авенијом до Капитола Сједињених Америчких Држава, где је у ротонди одржана свечана сахрана. Линколнови остаци су превезени возом у Спрингфилд, Илиноис, на сахрану. Сахрањен је 4. маја 1865. на гробљу Оук Риџ у Спрингфилду, које је заштићено као историјско место државне важности Линколн Томб, од 1895.

## 1881: Џејмс А. Гарфилд
Убиство Џејмса А. Гарфилда десило се у Вашингтону, 2. јула 1881. године. На Гарфилда је пуцао Чарлс Џулијус Гито у 9:30 , мање од четири месеца након што је ступио на функцију као 20. председник САД. Умро је 11 недеља касније 19. септембра 1881. у 49. години. Потпредседник Честер А. Артур га је наследио на месту председника. Гарфилд је требало да напусти Вашингтон 2. јула 1881. на летњи одмор. Тог дана, Гито је чекао председника на железничкој станици у Балтимору и Потомаку, на југозападном углу данашње Шесте улице и Конститјушн авеније СЗР, Вашингтон.
Председник Гарфилд је дошао на станицу у Шестој улици како би отпутовао у посету своме алма матеру, Вилијамс колеџ, где је требало да одржи говор. Гарфилда су пратила два његова сина, Џејмс и Хари, и државни секретар Џејмс Г. Блејн. Војни секретар Роберт Тод Линколн чекао је у станици да испрати председника. Гарфилд није имао телохранитеља и није био на било који начин обезбеђен ; са изузетком Абрахама Линколна током грађанског рата, амерички председници овог доба никада нису користили никакву стражу.
Када је председник Гарфилд ушао у чекаоницу станице, Гито је иступио и повукао окидач отпозади из непосредне близине. My God, what is that?! Гарфилд је повикао, раширивши руке. Гито је поново пуцао и Гарфилд се срушио.  Један метак је погодио председника Гарфила у раме други га је погодио у леђа, прошавши први лумбални пршљен и промашивши кичмену мождину пре него што се зауставио иза панкреаса.
Гарфилда, свесног, али у шоку, однели су на спрат железничке станице. Линколн је позвао Ди Си Блиса, истакнутог вашингтонског лекара, који је убрзо стигао и неколико пута прегледао ране председника, тражећи метак који је остао заглављен у председниковом телу прстима и металним сондама. Позвана су још два лекара, који су прегледали и улазну рану. На крају је у просторији било двадесетак људи, укључујући најмање десет лекара.
Гарфилд је враћен у Белу кућу. Иако су му лекари рекли да неће преживети ноћ, председник је остао при свести и на опрезу. Следећег јутра његови витални знаци су били добри и лекари су почели да се исказују нада да би се могао опоравити. Почело је дуго бдење, Гарфилдови лекари су издавали редовне билтене које је америчка јавност помно пратила током лета 1881. Његово стање је варирало. Имао је грозницу чији су симптоми нестајали и поново се појављивали. Гарфилд се борио да задржи чврсту храну и већи део лета је провео једући мало, и уносио је мало течности.
Гарфилд је био редован посетилац приобалног града Лонг Бранч у Њу Џерсију, једног од најбољих места за летњи одмор у земљи све до Првог светског рата. Почетком септембра одлучено је да га доведе у Елберон, миран градић на плажи на самој обали. јужно од Лонг Бранча, у нади да ће му квалитетна вазух помоћи да се опорави. Када су чули да се председник долази у њихов град, мештани су за мање од 24 сата изградили више од пола миље стаза, што је омогућило да Гарфилда довезу директно до врата Френклинове колибе на обали океана, уместо да га превозе кочијама са месне железничке станице Елберон. Међутим, Гарфилд је умро 12 дана касније. Гранитна ознака на Гарфилд Роуду показује где се налазила викендица, која је срушена 1950. године. Током петомесечне драме, узнемирени Американци широм земље су информисани о развоју догађаја од стране медија. Издавач Frank Leslie's Illustrated Newspaper, Миријам Лесли, посебно је брзо објавила потпуно илустроване приказе кључних тренутака, од атентата до балзамовања његовог тела.
Честер Артур је био у свом дому у Њујорку у ноћи 19. септембра, када је стигла вест да је Гарфилд умро. Након што је први пут добио вест, Артур је рекао: „Надам се — Боже, надам се да је грешка“. Али убрзо је стигла потврда телеграмом. Артур је положио председничку заклетву, којом је управљао судија Врховног суда Њујорка, а затим је отишао у Лонг Бранч да ода почаст пре него што је отишао у Вашингтон. Гарфилдово тело је однето у Вашингтон, у Ротонди Капитола, где се налазио два дана пре него што је одвезено у Кливленд, где је сахрана одржана 26. септембра.

## 1901: Вилијам Макинли
Вилијам Макинли је убијен 6. септембра 1901. у Храму музике на простору Панамеричког сајма у Бафалу у Њујорку. Макинли је поздрављао присталице када га је убио Леон Чолгош, пољско-амерички анархиста. Макинли је преминуо осам дана касније, 14. септембра од гангрене изазване ранама метка.
Макинли је био изабран за други мандат 1900. Уживао је у сусретима са народом и није био вољан да прихвати обезбеђење, које му је било на располагању. Секретар председника Џорџ Б. Кортељу страховао је од покушаја атентата током посете Храму музике и два пута је уклањао овај догађај са распоеда обавеза али је председник Макинли инсистирао да реализује посету.
Чолгош је изгубио посао током економске панике 1893. и окренуо се анархизму, политичкој филозофији чији су присталице раније вршиле атентате и убијали стране лидере. Сматрао је Макинлија симболом угњетавања, Чолгош је држао да је његова дужност као анархисте да га убије. Пошто није могао да се приближи Макинлију током ранијег дела председничке посете, Чолгош је упуцао Макинлија два пута, док је председник кренуо да се рукује са људима у реду за пријем у храму. Један метак је окрзнуо Макинлија; други метак му је ушао у стомак и никада није извађен.
У почетку је изгледало да се Макинли опоравља, али му се 13. септембра стање погоршалоо када су му ране постале гангренозне и умро је рано наредног јутра; Наследио га је потпредседник Теодор Рузвелт. Рузвелт је планинарио близу врха планине Марси, у њујоршком региону Адирондак, када га је курир лоцирао да му пренесе вест. Након Макинлијевог убиства, због којег је Чолгош погубљен путем електричне столице, Конгрес Сједињених Америчкиј Држава је усвојио закон којим се тајна служба званично терети за одговорност за заштиту председника.

## 1923: Ворен Г. Хардинг
Ворен Г. Хардинг је преминуо од изненадног срчаног удара у хотелском апартману током посете Сан Франциску увече 2. августа 1923. године у 57. години. Убрзо су формиране теорије да је био отрован или да је извршио самоубиство. Гласине о тровању делимично су подстакле и књига под називом Тhe Strange Death of President Harding приватног детектива и бившег члана банде из Охаја Гастона Меанса, који је сугерисао да је прва дама Флоренс Хардинг отровала свог мужа након што је сазнала за његову прељубу. Одбијање госпође Хардинг да дозволи обдукцију председника Хардинга само је додатно појачало спекулације. Међутим, према речима лекара који су присуствовали Хардингу, сви симптоми у данима пре његове смрти указивали су на затајање срца. Хардингов биограф, Семјуел Х. Адамс, закључио је да је „Ворен Г. Хардинг умро природном смрћу која, у сваком случају, није могла бити дуго одлагана“.
Одмах након смрти председника Хардинга, госпођа Хардинг се вратила у Вашингтон и накратко боравила у Белој кући са новим председником Калвином Кулиџом и првом дамом. Бивша прва дама Хардинг је месец дана сакупљала и у пожару уништавала преписку и документе председника Хардинга, званичне и незваничне. По повратку у Марион, Охајо, госпођа Хардинг је унајмила бројне секретарице да прикупе и спале лична документа председника. Према речима госпође Хардинг, она је ово организовала како би заштитила сећање и наслеђе свога супруга. Преостале папире је држало и чувало од јавности Harding Memorial Association у Мериону.

## 1945: Френклин Д. Рузвелт
Двадесет и деветог марта 1945, Френклин Д. Рузвелт је отишао у Малу Белу кућу у Ворм Спрингсу, Џорџија, да се одмори пре планиранног појављивања на оснивачкој конференцији Уједињених нација крајем априла у Сан Франциску. Око 13:00 12. априла, Рузвелт је рекао: „Имам страшне болове у потиљку“, што су биле његове последње речи. Потом се онесвешћен спустио у столицу и однесен је у своју спаваћу собу. Председников кардиолог, Хауард Бруен, дијагностиковао је масивно мождано крварење (мождани удар). Шездесетотрогодишњи Рузвелт је преминуо неколико сати касније, а да није дошао свести. Како је Ален Друри касније рекао, „тако је завршила једна ера, а тако је почела друга“. Након Рузвелтове смрти, у уводнику листа The New York Times је објављено: „Мушкарци ће захвалити Богу на коленима за сто година од сада када је Френклин Д. Рузвелт био у Белој кући“.
У каснијим годинама у Белој кући, када је Рузвелт био све више презапослен, његова ћерка Ана Рузвелт Боетигер се преселила у Белу кућу да би свом оцу пружила друштво и подршку. Ана је такође договорила да се њен отац састане са његовом бившом љубавницом, тада удовицом Луси Мерсер Ратерфурд. Када је Еленор чула за смрт свог мужа, такође је била суочена са вестима да је Ана договарала ове састанке са Мерсеровом и да је Мерсерова била са Френклином када је он умро.
Ујутро 13. априла, Рузвелтово тело стављено је у ковчег са америчком заставом, на председнички воз. После сахране у Белој кући 14. априла, Рузвелт је возом пребачен назад у Хајд парк, а чувала су га четири војника, по један из војске, морнарице, маринаца и обалске страже. По његовој жељи, Рузвелт је 15. априла сахрањен у Росе Гардену на имању Спрингвуд, породичној кући Рузвелт у Хајд парку. Еленор је умрла у новембру 1962. године и сахрањена је поред њега.
Рузвелтова смрт је испраћена шоком и тугом широм САД и широм света. Његово погоршање здравља није било познато широј јавности. Рузвелт је био председник више од 12 година, дуже од било којег председникја, и водио је земљу кроз неке од њених највећих криза до предстојећег пораза нацистичке Немачке и на видику пораза Јапана.
Непуних месец дана након његове смрти, 8. маја, окончан је рат у Европи. Председник Хари С. Труман посветио је Дан победе у Европи и прославе сећању на Рузвелта и држао је заставе широм САД на пола копља до краја тридесетодневне жалости. При томе је Труман рекао да је његова једина жеља била „да је Френклин Д. Рузвелт доживео да посведочи овом дану“.

## 1963: Џон Ф. Кенеди
Последњи амерички председник који је умро на функцији је Џон Ф. Кенеди, који је убијен 22. новембра 1963. у Даласу у Тексасу. Убио га је Ли Харви Освалд који је у 12:30 испалио три хица са прозора на шестом спрату Тексашког складишта школских књига (Texas School Book Depository). поподне док је председничка поворка возила пролазила кроз Дили Плазу. У возилу са председником били су прва дама Џеки Кенеди, гувернер Тексаса Џон Конали и Коналијева супруга Нели; Гувернер Конали је такође тешко рањен у нападу. Поворка аутомобила одјурила је у Меморијалну болницу Паркланд, где је Кенеди проглашен мртвим око 30 минута касније, у 46. години. Конал се опоравио од повреда.
Потпредседник Линдон Б. Џонсон, који је био неколико аутомобила иза председника у колони, постао је амерички председник након Кенедијеве смрти. Положио је председничку заклетву на Air Force One-у док је седео на писти у Далас Лав Филд-у. Освалда је тог поподнева ухапсила полицијска управа Даласа и оптужен је по закону државе Тексас за убиство Кенедија, као и за убиство полицајца Ј. Д. Типита, који је убијен убрзо након атентата. Два дана касније, 24. новембра 1963. године, док су телевизијске камере уживо пратиле пребацивање оптуженог из градског затвора у окружни затвор, Освалда је у подруму полицијског штаба у Даласу убио оператер ноћног клуба у Даласу Џека Руби. Руби је осуђена за Освалдово убиство, иако је касније поништено у жалбеном поступку, а Руби је умро у затвору 1967. док је чекао ново суђење.
Током 1964, након десетомесечне истраге о атентату, Воренова комисија је закључила да је председника Кенедија убио Ли Харви Освалд и да је Освалд деловао потпуно сам. Такође је закључено да је Џек Руби деловао сам када је убио Освалда у полицијском притвору. Ипак, спекулације о томе „шта се заиста догодило“ 22. новембра 1963. у Даласу заокупиле су машту јавности током наредних деценија. Анкете спроведене од 1966. до 2004. показале су да је чак 80 одсто Американаца сумњало да је постојала криминална завера или прикривање. Бројне књиге, филмови, телевизијски специјали и веб-сајтови су се до детаља бавили питањем атентата, а изнета су и бројне теорије завере. Различите странке попут ЦИА, мафије, кубанске и совјетске владе, заједно са Кенедијевим наследником, Линдоном Џонсоном, навођени су као потенцијални осумњичени. У чланку објављеном пре 50. годишњице Кенедијевог убиства, аутор Винсент Буглиози процењује да су укупно 42 различите рупе, 82 убица и 214 људи оптужене у теоријама завере које оспоравају званичну теорију да је атентат починио појединац, по сопственом нахођењу.